# Sheila Dikshit

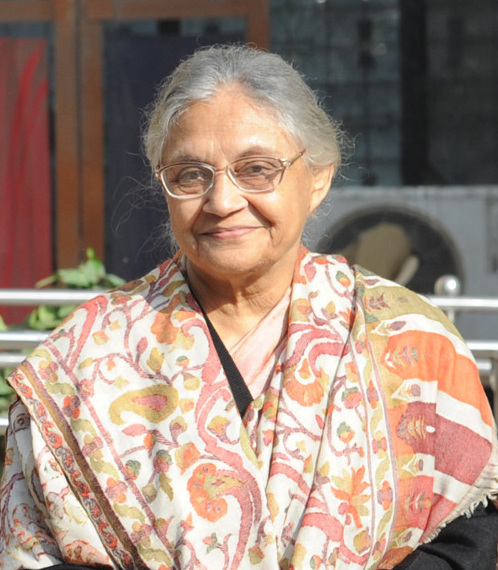
Sheila Dikshit (2013)

Sheila Dikshit, gelegentlich auch anglisiert Sheila Dixit (Hindi शीला दीक्षित, * 31. März 1938 in Kapurthala, Punjab (damals Britisch-Indien); †  20. Juli 2019 in Neu-Delhi), war eine indische Politikerin der Kongresspartei.

## Biografie
Dikshit studierte an der University of Delhi. Bei der Parlamentswahl 1984 gewann sie erstmals ein Wahlkreismandat im Wahlkreis 67-Kannauj von Uttar Pradesh, verlor dieses jedoch bei der folgenden Wahl 1989 wieder. Von 1998 bis 2013 war sie als Nachfolgerin von Sushma Swaraj Chief Ministerin von Delhi. Dies war die bislang längste Amtszeit eines Chief Ministers in Delhi (Stand Juli 2019). Unter ihrer Führung gewann die Kongresspartei drei aufeinanderfolgende Wahlen zum Parlament Delhis (1998, 2003 und 2009). Erst 2013 verlor sie ihr Amt als Chief Ministerin an Arvind Kejriwal (Aam Aadmi Party). Von 2013 bis 2014 amtierte sie als Gouverneurin von Kerala, trat aber von diesem Amt nach dem Wahlsieg der BJP bei der Parlamentswahl 2014 zurück. Im Januar 2019 trat sie bei der gesamtindischen Parlamentswahl gegen Manoj Tiwari (BJP) im Wahlkreis Nordost-Delhi an. Sie war nicht erfolgreich, jedoch gewann die Kongresspartei unter ihrer Führung insgesamt an Stimmen.
Sheila Dikshit starb nach längerer Krankheit im Juli 2019 im Alter von 81 Jahren in einer Klinik in Neu-Delhi. Bereits 2018 hatte sie sich in Frankreich einer Herzoperation unterziehen müssen.

### Familiäres
Sheila Dikshits Ehemann Vinod Dikshit war der Sohn von Uma Shankar Dikshit, der ein Vertrauter Jawaharlal Nehrus und später Minister im Kabinett Indira Gandhi II sowie Gouverneur von Westbengalen und Karnataka gewesen war. Ihr Mann starb schon in den 1980er Jahren an einem Herzleiden. Aus der Ehe gingen eine Tochter und der ebenfalls als Politiker aktive Sohn Sandeep Dikshit hervor.